# Cirkelparen van Power

De twee oorspronkelijke cirkelparen van Power.

De cirkelparen van Power bestaan uit twee paren Archimedische cirkels in een arbelos met de eigenschap dat de cirkels van elk van de beide paren elkaar raken in een punt van een van de kleine cirkels, en die bovendien raken aan de grote cirkel.
Frank Power beschreef zulke paren in 2005 die hij overigens al in 1998 ontdekt had. Power liet zien dat een paar congruente cirkels die elkaar raken in het hoogste punt van een van de kleine halve cirkels van een arbelos, en die bovendien raken aan de grote halve cirkel van deze arbelos, uit twee Archimedische cirkels bestaat.
Na ontdekking van meer van dergelijke paren zijn auteurs de term "cirkelpaar van Power" (in het Engels Powerian pair) gaan gebruiken in meer uitgebreide zin.